# Bobó Ungenda
Bobó Ungenda, né le 19 novembre 1989 à Kinshasa, dans la commune de Kasa-Vubu, est un footballeur international congolais qui évolue au poste de défenseur central avec le club angolais du 1° de Agosto.

## Biographie

### En club
Avec le club angolais du 1° de Agosto, il participe à plusieurs reprises à la Ligue des champions d'Afrique. Il atteint les demi-finales de cette compétition en 2018.

### En équipe nationale
Il reçoit sa première sélection en équipe de république démocratique du Congo le 2 juin 2012, contre le Cameroun.  Ce match perdu 1-0 rentre dans le cadre des éliminatoires du mondial 2014.
En janvier 2014, il participe au championnat d'Afrique des nations organisé en Afrique du Sud. Lors de cette compétition, il joue quatre matchs. La RD Congo s'incline en quart de finale face au Ghana.
Par la suite, en juin 2016, il participe à la Coupe COSAFA. Lors de ce tournoi, il joue trois matchs. La RD Congo termine troisième de la compétition.

## Palmarès
- Champion d'Angola en 2017, 2018 et 2019 avec le 1° de Agosto
- Vainqueur de la Coupe d'Angola en 2019 avec le 1° de Agosto